# HMS Inflexible (1876)
HMS Inflexible (Корабль Её Величества «Несгибаемый») — цитадельный башенный броненосец Королевского военно-морского флота Великобритании, построенный по проекту инженера Натаниэля Барнаби в 1876—1881 гг. Создавался как ответ на итальянские броненосцы типа «Duilio», считавшиеся в тот момент сильнейшими в мире. Располагал самой тяжелой дульнозарядной артиллерией в британском флоте. Служил (с перерывами) до 1897 года, после чего в 1903 продан на слом.

## История
В 1870-х объединённая Италия предприняла решительные меры по усилению своего военно-морского флота. Господствовавшая тогда доктрина, сформированная как результат битвы при Лиссе, считала основой морского боя индивидуальные схватки отдельных кораблей и придавала большое значение индивидуальному превосходству корабля над вражеским.
В рамках этой доктрины итальянцы решили построить два самых сильных на тот момент в мире броненосца, индивидуально превосходящих любой другой военный корабль. Итальянские адмиралы понимали, что экономика Италии не позволяет содержать флот, сопоставимый по численности с британским или французским, и рассчитывали компенсировать нехватку корпусов индивидуальным превосходством каждого корабля. Начатые постройкой в 1873 году, два броненосца — Caio Duilio и Enrico Dandolo — были радикальнейшим отходом от общепринятых тогда стандартов, и благодаря своей высокой скорости, невероятно толстой броне (до 550 миллиметров) и мощным дульнозарядным нарезным орудиям калибром в 381 миллиметр считались сильнейшими кораблями мира.
Постройка этих гигантов вызвала сильное беспокойство в Великобритании. В сравнении с итальянскими кораблями, любой существующий или даже проектируемый на тот момент британский броненосец был бы безусловно слабейшим, и в случае столкновения один на один итальянские гиганты вышли бы победителями.
В качестве адекватного ответа британский флот решил построить корабль, превосходящий итальянские броненосцы по боевым возможностям. Зная, что итальянцы планируют вооружать свои новые корабли 381-миллиметровыми орудиями производства Armstrong Whitworth, Адмиралтейство заказало королевскому арсеналу в Вуличе самые крупные и мощные орудия, которые тот мог изготовить: 406-миллиметровые нарезные дульнозарядные пушки. Предполагалось, что эта могучая артиллерия обеспечит новому британскому броненосцу уверенное превосходство над итальянскими кораблями.

## Конструкция

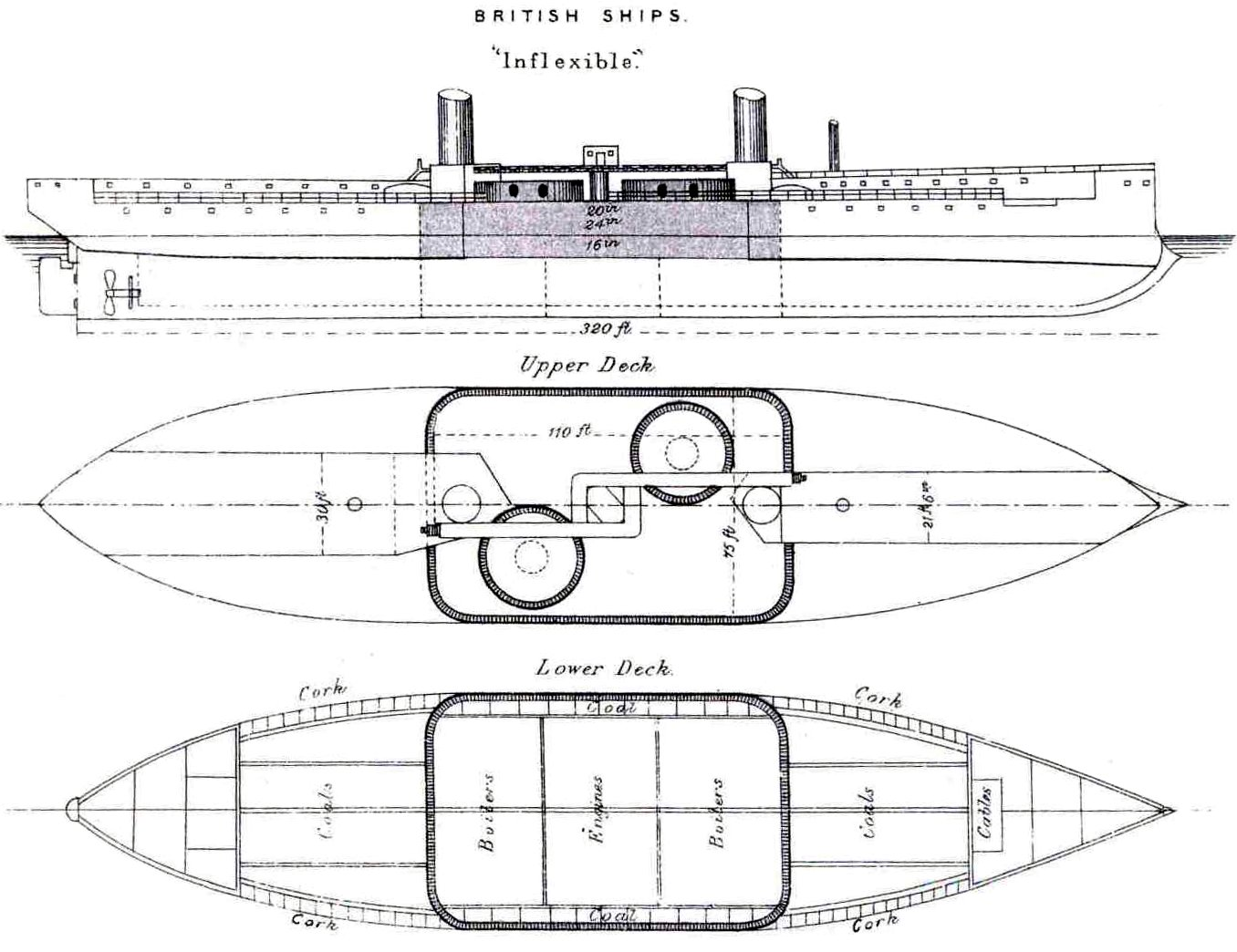
Чертеж «Инфлексбила», 1888 год.

Дизайн «Инфлексибла» был разработан Натаниэлем Барнаби под сильным влиянием итальянских кораблей. Новый британский броненосец был построен с тремя принципиальными особенностями:
- Бронированная «цитадель» в центре корпуса, защищенная наиболее мощными броневыми плитами, которые только могла обеспечить промышленность. Вне цитадели вертикальное бронирование отсутствовало. Цитадель вмещала орудийные башни, артиллерийские погреба, котлы и машины. Согласно расчетам, запаса плавучести цитадели хватало, чтобы удерживать корабль на плаву даже при сильно поврежденных оконечностях.
- Незащищенные оконечности, прикрытые лишь броневой палубой, расположенной ниже ватерлинии. Считалось, что повреждения и даже полное разрушение оконечностей корпуса не приведет к потере плавучести, если не пострадают расположенные под броневой палубой отсеки. Чтобы улучшить непотопляемость, оконечности были разделены на множество небольших отсеков, частично заполненных пробкой.
- Легкая незащищенная надстройка на палубе, предназначенная для размещения экипажа в мирное время и улучшения мореходности.

Корабль получился необычно широким и коротким. Барнаби хотел, чтобы его новый броненосец был максимально устойчивой артиллерийской платформой, и поэтому пошел даже на уменьшение скорости до 14,73 узлов (стандартная скорость британских кораблей того времени составляла уже 15 узлов).
Сразу же после закладки корабля, тем не менее, проект подвергся резкой критике. Сэр Эдвард Рид, бывший директор бюро военно-морского строительства, считал (на основании изучения чертежей), что корабль не сможет сохранить плавучесть, если его небронированные оконечности будут затоплены. Его слово имело достаточный вес для того, чтобы Адмиралтейство приостановило работы на корабле почти на год, ожидая результатов экспертизы. В конечном итоге, в декабре 1877 года инженеры решили, что существующая артиллерия вряд ли сможет в реалистичной ситуации полностью разрушить оконечности (разделенные на множество небольших водонепроницаемых отсеков) и работы на корабле возобновились.

### Основное вооружение

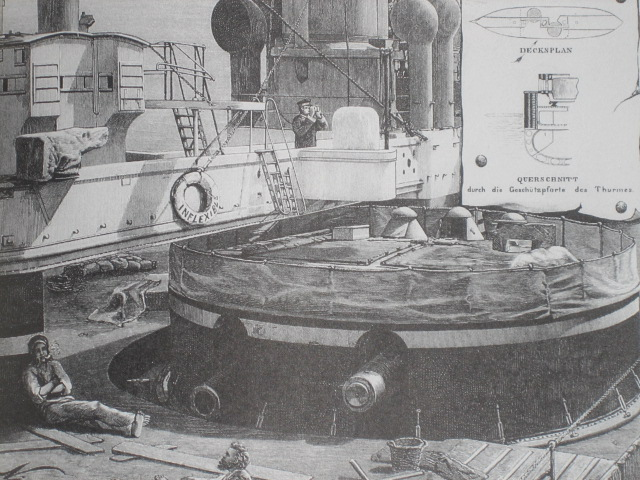
Башня «Инфлексибла»

В качестве основного вооружения HMS «Инфлексибл» нёс четыре 406-миллиметровые дульнозарядные нарезные пушки в двух диагонально расположенных орудийных башнях.
Каждое орудие весило 81 тонну и стреляло 764-килограммовым снарядом на дистанцию до 5000-7000 метров. На дистанции до 1000 метров такой снаряд мог пробить броневую плиту толщиной в 580 миллиметров. Стрельба осуществлялась зарядами дымного пороха. Из-за значительной длины орудий обычный способ перезарядки с дула — откатить орудие внутрь башни и перезарядить внутри — оказался для них недоступен. Орудия просто не помещались целиком внутри артиллерийских башен броненосца. Поэтому перезарядка орудия проводилась вне башни, через отверстия в бронированных гласисах на верхней палубе.
Орудия размещались в двух диагонально расположенных орудийных башнях. Каждая башня вмещала два орудия и весила вместе с ними 450 тонн. В движение башня приводилась гидравликой и совершала полный оборот приблизительно за 1 минуту.
Диагональное расположение башен было выбрано исходя из желания обеспечить возможно более сильный обстрел в любом возможном направлении. Передняя башня была смещена к левому борту, задняя — к правому борту. Надстройки на носу и на корме были специально сделаны очень узкими, чтобы как минимум одно орудие в каждой башне могло стрелять прямо на нос или прямо на корму. На практике выяснилось, что пороховые газы, проходя столь близко от надстройки, могут её повредить, и поэтому огонь на нос и на корму был затруднен.

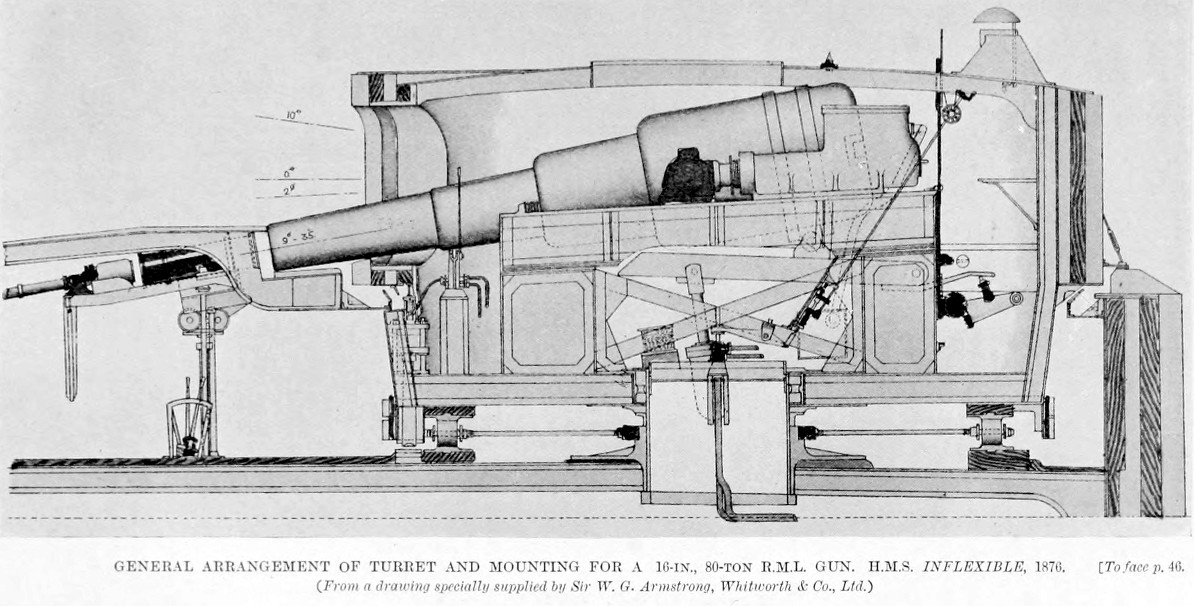
Схема перезарядки 406-миллиметрового дульнозарядного орудия.

Перезарядка орудий на «Инфлексибле» представляла собой достаточно сложный процесс. После выстрела орудийная башня поворачивалась таким образом, чтобы стволы орудий оказались напротив люков. Далее орудиям придавался угол склонения и дула их направлялись вниз к палубе. Из открывшихся люков выдвигались гидравлические толкатели, исполнявшие функцию артиллерийских банников: обмотанные губкой, они вдвигались в каналы орудий, вычищая пороховой нагар. Через толкатели в ствол впрыскивалась вода, чтобы погасить остатки пороха.
После этого те же гидравлические толкатели помещали в стволы орудий сначала пороховой заряд, а затем — снаряд. Так как орудия были нарезными, каждый снаряд был оснащен мягким медным пояском, и гидравлический толкатель попросту вминал поясок в нарезки ствола. После перезарядки люки в палубе закрывались и орудие наводилось в сторону цели. Цикл перезарядки занимал от 2,5 до 4 минут.

### Вспомогательное вооружение
Помимо основного вооружения «Инфлексибл» также располагал рядом вспомогательных оружейных систем, предназначенных для решения тех боевых задач, с которыми не могли справиться мощные, но медленно стреляющие орудия главного калибра.

#### Артиллерия
Вспомогательное артиллерийское вооружение «Инфлексибла» изначально состояло из шести казнозарядных нескорострельных 20-фунтовых орудий Армстронга. Предназначавшиеся для вооружения лёгких кораблей, орудия имели винтовой затвор и могли стрелять 10-килограммовыми снарядами на дистанцию до 3100 метров.
Вспомогательная артиллерия размещалась открыто, в незащищённой надстройке. Её основной задачей в бою являлся обстрел небронированных частей неприятельских броненосцев, поражение лёгких небронированых кораблей и защита «Инфлексибла» от возможных атак миноносцев.
Так как возможности этих примитивных казнозарядных орудий уже не соответствовали требованиям времени, в 1885 году «Инфлексибл» получил вместо них шесть новых 102-миллиметровых орудий BL 4-inch naval gun Mk I, более мощных и дальнобойных. В свою очередь эти орудия были сменены в 1897 году шестью скорострельными 120-миллиметровыми орудиями QF 4.7 inch Gun Mk I с унитарным заряжанием, обеспечивающими темп стрельбы в 5-6 выстрелов в минуту.
Для отражения атак миноносцев корабль также нес семнадцать пулемётов неизвестной конструкции.

#### Торпеды
5«нфлексибл» был первым кораблём Королевского Флота, получившим при постройке торпедное вооружение. Корабль был оснащён двумя 356-миллиметровыми торпедными аппаратами Уайтхеда, по одному на каждом борту. Аппараты размещались под водой, закрытые водонепроницаемыми заслонками. Перед выстрелом заслонка отодвигалась, и из аппарата выдвигался наружу 3-метровый медный цилиндр с расположенной внутри торпедой. Это было предусмотрено, чтобы снизить влияние на торпеду завихрений воды вокруг корпуса движущегося корабля. Торпеда запускалась с помощью пистона внутри медного цилиндра, который выталкивал торпеду в воду и одновременно включал её двигатель.

#### Таран
Подобно всем кораблям своего времени, «Инфлексибл» оснащался тараном. Успешное применение этого оружия при Лиссе породило преувеличенное представление о его возможностях. Таран броненосца был изготовлен из кованого железа, и подкреплен 76-миллиметровой броневой таранной переборкой, задачей которой было защищать в момент удара нос корабля от разрушений.

### Защита
Броневая защита корабля была чрезвычайно мощной по меркам времени. Броневая цитадель была защищена по ватерлинии чрезвычайно толстыми броневыми плитами. Каждая плита состояла из нескольких слоев: сначала шел 305-миллиметровой толщины слой броневого железа, за ним — 279-миллиметровая деревянная подкладка из тика, затем — ещё один 305-миллиметровый слой железа и ещё одна тиковая подкладка толщиной 152 миллиметра. Изнутри плита прикрывалась ещё двумя слоями 16-миллиметровой стали. Общая толщина такого «сэндвича» из множества слоев железа и дерева составляла около 1,2 метра. По расчетам, броня могла выдержать нагрузку до 1100 фунтов на квадратный фут.
Выше ватерлинии толщина броневых плит снижалась до 508 миллиметров. Ниже ватерлинии броневые плиты вместе с подкладкой имели толщину около метра, но уже в другой конфигурации слоев.
Броневые башни защищались двумя слоями броневых плит (229 мм + 178 мм), разделенных 457-миллиметровой деревянной подкладкой.
Вне цитадели единственной броневой деталью была палуба толщиной в 76 миллиметров железной брони. Палуба проходила на глубине около 1 метра ниже ватерлинии, и предназначалась для защиты подводных частей корабля от попаданий снарядов. Оконечности над броневой палубой были разделены на множество небольших отсеков. Между ними и наружной обшивкой пролегал наполненный пробкой коффердам, предназначенный для обеспечения плавучести корабля. Практические опыты показали, что 64-фунтовые снаряды не в состоянии эффективно разрушить эту конструкцию.

## Двигатели
В движение «Инфлексибл» приводили две паровые машины «компаунд» общей мощностью в 6500 лошадиных сил, работающие на два винта, с максимальным давлением до 61 фунта на квадратный дюйм. Подача угля была впервые в британском флоте механизирована.
Кроме основных машин, корабль имел 39 вспомогательных паровых машин для работы гидравлики башен, водоотливных помп, якорных барабанов и других компонентов.
«Инфлексибл» был первым кораблем, на котором ввели электрическое освещение. Бортовая сеть имела напряжение в 800 вольт, которое в итоге было сочтено опасным в применении и более на кораблях не использовалось. Освещение в машинном отделении осуществлялось дуговыми лампами, а в отсеках — лампами накаливания. Они объединялись в блоки, состоявшие из 18 ламп накаливания и одной дуговой лампы в общей цепи (при этом каждая лампа накаливания была снабжена предохранительным механизмом, чтобы в случае перегорания остальные продолжали работать).
В качестве вспомогательного движителя корабль имел полное парусное оснащение на двух мачтах, общей площадью 1720 квадратных метров.

## Боевая служба

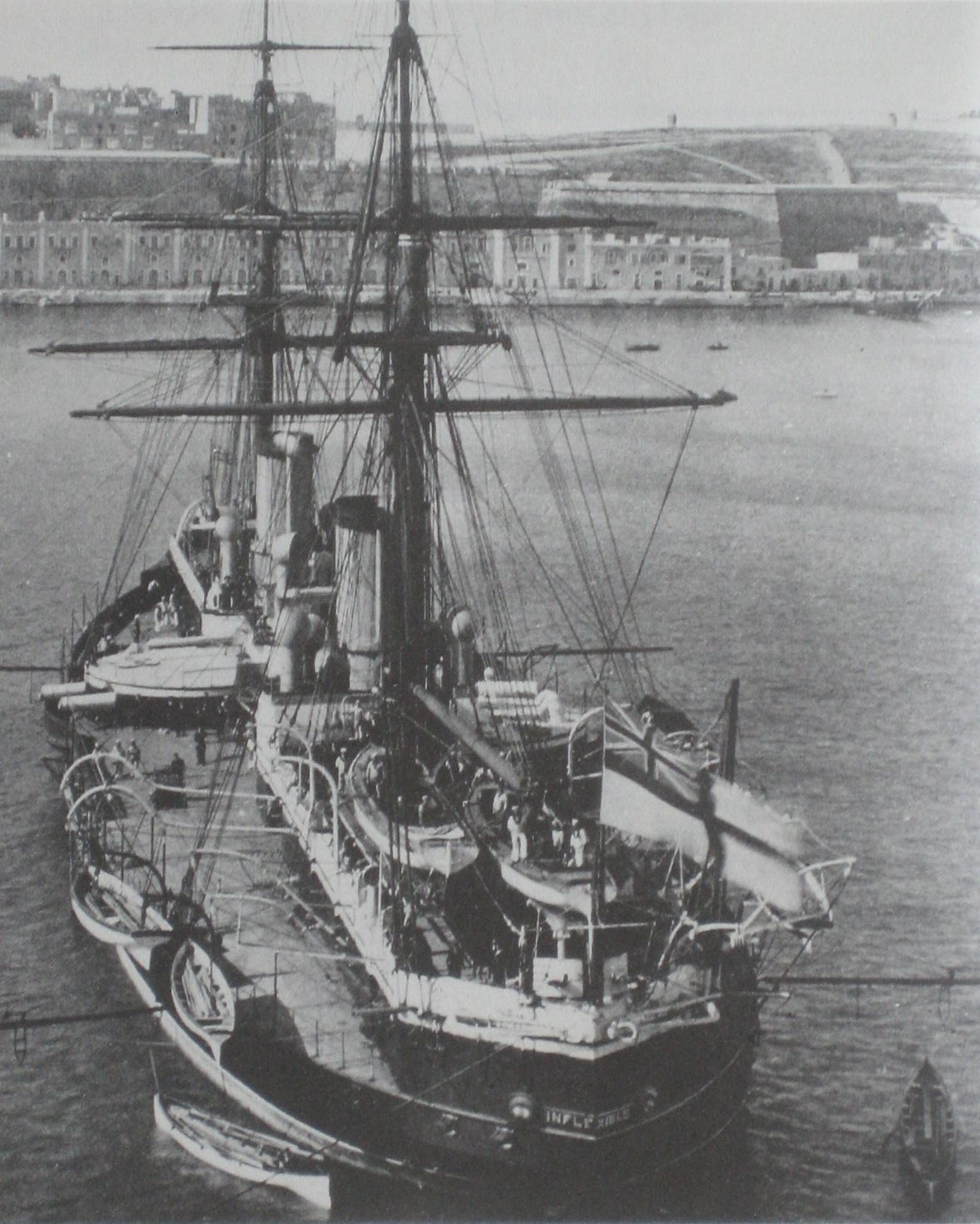

«Инфлексибл» начал боевую службу 5 июля 1881 года. Он был включен в состав средиземноморской эскадры, чтобы парировать угрозу своих итальянских противников.
Менее чем через год после вступления в строй, 11 июля 1882 года, корабль принял участие в бомбардировке Александрии, подавляя вспыхнувшее в городе антибританское восстание. Корабль принимал активное участие в перестрелке с фортами египтян, выпустив общим счетом 88 своих снарядов. Ответный огонь египтян был плох, и только два снаряда попали в британский броненосец, убив офицера и плотника и ранив матроса. Корабль не получил от вражеского огня практически никаких повреждений, но сотрясение от выстрела его тяжелых орудий было таковым, что на «Инфлексибле» были разбиты шлюпки и надстройки.
В 1885 году «Инфлексибл» прошел модернизацию в Портсмуте, где его парусное оснащение было демонтировано. С 1885 по 1890 год корабль стоял в резерве, хотя эпизодически возвращался на службу — ради военно-морского смотра в 1887 году и манёвров в 1889 и 1890. В 1890—1893 гг. корабль был возвращен на службу, и вновь назначен в Средиземноморский флот. После этого, до 1897 года, корабль числился в составе эскадры береговой обороны в Портсмуте, затем переведен в резерв флота и, наконец, в 1901 году передан в резерв верфи и разукомплектован. Продан на слом в 1903 году.

## Оценка проекта
Для своего времени «Инфлексибл» был впечатляющим кораблем, принципиальным шагом вперед для всего британского флота. Его чрезвычайно мощное вооружение и броневая защита ставили его в число сильнейших кораблей мира. 406-миллиметровые орудия на тот момент были сопоставимы только с ещё более мощными итальянскими пушками и представляли значительную опасность практически для любого броненосца противника.
Британский флот, тем не менее, не считал этот броненосец особо удачным, хотя и признавал его достоинства: неплохую мореходность и хорошую устойчивость как артиллерийской платформы. Конструкция его была во многом несовершенна (что обуславливалось большим числом инноваций), а ряд технических решений оказался неудачен. Кроме того, корабль сравнительно быстро устарел: появление в 1880-х казнозарядных длинноствольных орудий, стрелявших бездымным порохом, привело к тому, что могучие пушки «Инфлексибла» перестали соответствовать новым стандартам дальнобойности и скорострельности. Броня же его, составленная из отдельных слоев железа и дерева, уже не являлась непроницаемой для тяжелых снарядов длинноствольных орудий.
Появление же в 1890-х скорострельных орудий среднего калибра с унитарным заряжанием сделало подобные «Инфлексиблу» корабли с незначительной площадью бронирования и незащищенными оконечностями слишком уязвимыми. Спроектированный в эпоху медленно стреляющих короткоствольных орудий, этот броненосец не был рассчитан на изменившиеся условия войны на море и был быстро списан, прослужив в действующем флоте общим счетом не более 8 лет.
Интересно отметить, что практика боевого применения конструктивно подобных «Инфлексиблу» китайских броненосцев серии «Динъюань», имевших аналогичную «цитадельную» схему бронирования, продемонстрировала их сравнительно высокую устойчивость к огню скорострельной артиллерии 1890-х.